# Прапор Білокуракинського району
Пра́пор Білокура́кинського райо́ну — прямокутне полотно, що складається з двох кольорових смуг — зеленої (зверху) та білої (знизу). Співвідношення ширини до довжини — 1:2. У центрі прапора розташовано зображення Герба Білокуракинського району.